# Sant Andreu de la Manresana
Sant Andreu de la Manresana és una església de nucli de la Manresana als Prats de Rei (Anoia) inclosa a l'Inventari del Patrimoni Arquitectònic de Catalunya.

## Descripció
És una petita església d'una sola nau, amb absis de planta quadrangular i una única capella lateral. La coberta de la nau és de volta apuntada, de construcció tosca i bastant irregular.
Els murs laterals, construïts a l'època romànica, tenen forma de talús. La façana fou refeta al segle xviii en estil barroc, molt senzill i és coronada per un campanar d'espadanya.
Hi ha un rosetó damunt la porta. Els murs laterals són atalussats als costats de la façana principal.

## Història
L'església de Sant Andreu de la Manresana, primitivament d'estil romànic, ha sofert modificacions i ampliacions al llarg del temps, les més importants de les quals són, potser, l'ampliació del segle xviii i la restauració de l'any 1931.
A la façana lateral esquerra es conserven pedres decorades amb motius vegetals i pedres amb símbols de picapedrers i possiblement medievals.